# Самсон (фонтан)
Фонта́н «Самсо́н» — один з найдавніших фонтанів Києва, розташований на Контрактовій площі.

## Історія
Вважають, що перший басейн для води тут спорудили ще за часів Київської Руси. Воду для нього подавали по дерев'яних трубах.
У добу Відродження деякі багаті міста Західної Європи прикрасили свої площі невеликими фонтанами зі скульптурами. Мода на фонтани була підтримана і польськими магнатами, що прикрасили подібними фонтанами сади при власних замках чи їх внутрішні дворики. Серед найдавніших фонтанів України — фонтани Італійського саду замку Підгірці, створені в середині 17 століття (не збереглися).
З'явився фонтан і на Подолі в Києві. Басейн мав дах у вигляді альтанки, а в середині стояв янгол з чашею, з якої текла вода. Ще один янгол прикрасив дах альтанки на кшталт флюгера.
Наприкінці XVII ст. на даху альтанки встановили сонячний годинник. Його спорудив викладач Києво-Могилянської академії, француз Брульйон.
У 1749 тут вперше поставили скульптурку біблійного персонажа Самсона, що роздирав пащу лева.
У 1811 під час пожежі на Подолі альтанка була пошкоджена разом із сонячним годинником. Альтанку відновили, але вже без годинника.
У 1934 фонтан розібрали. Лише напередодні урочистостей з нагоди 1500-річчя Києва ухвалили рішення відновити альтанку та фонтан. «Новий» Самсон створений за зразком стародавньої копії, збереженої в музеї. Відновлена й альтанка у формах українського бароко. Архітектори проєкту відбудови В. Шевченко, Ю. Лосицький.
За старою легендою резервуар фонтана підземними шляхами з'єднувався з водами р. Йордан, то набираючи воду з Самсона, кияни вірили, що п'ють з легендарної річки, особливо на свято Хрещення Господнього — Водохреще.

## У літературі
Цей фонтан описував Іван Нечуй-Левицький у «Кайдашевій сім'ї» (1878). Персонаж Палажка розповідає про нього в напівлегендарній манері:
|           | ...на левові сидить святий Самсон та щелепи йому роздирає. Як піймав його на Подолі коло Дніпра, як роздер щелепи, та й сам каменем став і лев каменем став, а в лева з рота вода потекла. |
| — Палажка | |